# Johan af Darelli
Johan Darelius, 1770 adlad af Darelli, född 12 november 1718 i Prästgården i Ods socken i Västergötland, död 19 januari 1780 i Stockholm, var en svensk läkare. 
Johan Darelius blev medicine doktor 1749 i Uppsala. Han verkade 1745–1750  som läkare vid Sätra brunn och från 1750 som praktiserande läkare i Stockholm samt 1758–1772 som överläkare vid Serafimerlasarettet. Åren 1755–1780 var han assessor i collegium medicum. 
Johan Darelius adlades den 23 januari 1770 med namnet af Darelli och introducerades den 9 maj 1776 på Riddarhuset under nr 2068.

## Biografi
Johan Darelius miste tidigt sina föräldrar, fick stöd av sin morbror biskop Andreas Rhyzelius i Linköping och började studera medicin i Uppsala, delvis under praktisk handledning av arkiatern Nils Rosén von Rosenstein. Under studierna blev han 1741 inblandad i en akademisk tvist där Linné och J.G. Wallerius var centrala aktörer, vilket som det verkar ledde till en kylig relation mellan Darelius och Linné. Trots detta fick Darelius förlängt stipendium tack vare sitt rykte som en arbetsam student.
Efter studierna praktiserade Darelius vid Sätra brunn och tog initiativet till vid Sätra inrätta ett brunnslasarett för fattiga. År 1750 etablerade han sig som läkare i Stockholm och blev snart känd för sin skicklighet och vinnande sätt. Som assessor i collegium medicum deltog han aktivt i diskussioner om medicinsk utbildning och förespråkade en sammanslagning av läkare och kirurger till en gemensam kår.
Darelius var även överläkare vid Serafimerlasarettet och bidrog till flera medicinska reformer, bland annat inrättandet av fattigläkartjänster i Stockholm. Hans arbete resulterade också i boken Socken-apothek och någre hus-curer (första upplagan 1760) med syftet att sprida grundläggande kunskaper i medicin på landsbygden. Boken fick mycket stor spridning. Trots tilltagande sjuklighet fortsatte af Darelli att arbeta fram till sin död vid 61 års ålder.

## Familj
Johan af Darelli var son till kyrkoherden i Ods församling i Västergötland, Andreas Darelius (1680–1735) och Karin Rhyzelia (1689–1735).
Han var från 1755 gift med Johanna Margaretha Faggot (1732–1762), dotter till advokatfiskalen Isak Faggot och Margareta Carré. Makarna hade sju barn:
- Johannes Darelius, född och död 1753.
- Andreas Darelius, född och död 1754.
- Johanna Darelia, född och död 1755.
- Isak af Darelli, född 1756, död barnlös 1834, varmed ätten af Darelli dog ut på svärdssidan. Han var lanthushållare, innehavare av fideikommisset Vängsjöberg som han ärvt efter fadern. Gift med Johanna Maria Nentvig (1763–1828).
- Catharina Maria af Darelli, född 1757, död 1838, gift 1780 med  Adolf Fredrik Ristell (1744–1829), kunglig bibliotekarie. Med henne dog ätten af Darelli ut också på spinnsidan.
- Andreas Darelius, född 1758, död 1759.
- Fredrika af Darelli, född 1761, död 1829, gift 1777 med Johan Wingård (1738–1818), sedermera biskop i Göteborg. Barnen adlades af Wingård.